# كهربيات (فصيلة)
الكهربيات (الاسم العلمي: Eriophyidae) فصيلة تضم أكثر من 200 جنس من السوس الذي يعيش متطفلا على النباتات. غالبا يسبب مرض العفصة أو غيرها من الأضرار للأنسجة النباتية، ويطلق عليه سوس العفصة.

## وصلات خارجية
- تحميل كتاب Eriophyidae